# 칼 14세 요한
칼 14세 요한(스웨덴어: Karl XIV Johan, 1763년 1월 26일 ~ 1844년 3월 8일)은 스웨덴과 노르웨이의 국왕(재위: 1818년 2월 5일 ~ 1844년 3월 8일)이자 스웨덴의 현(現) 왕가인 베르나도테 왕조의 시조이다. 노르웨이 국왕으로는 칼 3세 요한(노르웨이어: Karl III Johan)에 해당한다. 본명은 장바티스트 쥘 베르나도트(프랑스어: Jean-Baptiste Jules Bernadotte)로서 프랑스에서 태어나 프랑스 육군에 일개 사병으로 입대한 후 하사관을 거쳐 장교가 되었으며, 프랑스 혁명 당시 초고속 진급을 통해 1804년에 원수가 된 후 스웨덴 국왕의 지위에까지 오른 입지전적인 인물이다.
나폴레옹 1세의 보나파르트 가문과 혼인을 통해 인척관계를 맺었으며 유능한 장군이었으나 나폴레옹의 쿠데타와 집권에 비협조적이었고 시종일관 나폴레옹 1세와는 다소 불편한 관계를 유지했다. 1809년 스웨덴에서 쿠데타로 새로운 국왕이 즉위하였으나 후계가 끓어지자 그에게 스웨덴 왕위계승 제의가 들어왔다. 1810년에 차기 왕위계승권자로서 섭정이 되어 실권을 장악한후 스웨덴을 통치하다가 1818년에 스웨덴 국왕으로 즉위하였다.
스웨덴 왕국의 섭정이 된 이후에, 철저히 스웨덴의 이익을 위한 정책을 펼쳤다. 이로 인해 점차 나폴레옹 1세와 갈등관계과 형성되었다. 1813년 나폴레옹에게 등을 돌리고 제6차 대프랑스 동맹에 가담하여 직접 전투에 참여하였으며, 그 결과 1814년 덴마크로부터 노르웨이를 할양받았다. 그는 저항하는 노르웨이를 무력으로 진압하고 스웨덴과의 동군연합에 굴복시켰다.

## 생애

### 프랑스 혁명 시대
프랑스 남서부 베아른의 포(Pau)에서 아버지 장 앙리 베르나도트와 어머니 잔느 생-장 사이의 5남매 중 막내로 태어났다. 그의 아버지와 삼촌은 변호사였으며, 그보다 여덟 살이 많은 형 역시 변호사였다. 법률가가 되기 위해 법률학교를 다녔지만 부친의 사망 후, 1780년 9월 3일 17세의 나이에 당시 이태리 코르시카에 주둔하고 있던 프랑스 군 60연대에 사병으로 입대하여 특무상사까지 진급하였다. 프랑스 혁명으로 인해 부사관과 장교 사이의 진급 장벽이 제거되자, 그는 1792년 소위로 임관한 이후 혁혁한 전공을 세우면서 초고속 승진을 계속하였다.
1789년 프랑스 혁명이 일어났을 때 그는 겨우 왕립군의 하사관이었다. 프랑스 혁명은 베르나도트 같은 비귀족에게도 장교가 될 수 있는 길이 열어줬으며 이 때문에 그는 "자유의 소중함"에 대해 절실하게 깨달았다. 하지만 혁명 초기, 혁명에 동참하라는 마르세유 주민들의 이야기에 자신은 군인이기에 군율에 따라야한다고 했다. 또한 시민군과 왕립군의 대립으로 귀족이었던 자신의 연대장이 체포되었을 때, 그를 구하기 위해 의회에 청원서를 쓰기까지 했고,이후 1792년부터 1794년경까지 그는 하급장교로 독일 전선에서 싸우고 있었다. 이 때문에 그와 같이 파리에서 멀리떨어진 전선에 있던 하급 장교가 (특히 공포정치로 대표될 수 있는) 프랑스 혁명 초기의 상황에 관련되었다고 보기는 힘들다.
1792년 후 그는 독일전선에서 대부분을 하급장교로 복무했으며, 벨기에 전선으로 가서야 대령이 되었다. 그리고 프랑스의 빛나는 승리인 《플뢰뤼스 전투》에서 큰 공을 세웠기에 1794년 육군 소장이 되었고 그해 11월에는 중장까지 승진했다.
이후 베르나도트는 네덜란드와 벨기에 지방을 점령하는 데 큰 공을 세웠으며 이후 1796년까지 독일 전선으로 파견되었다. 이때가 프랑스 장군으로써 베르나도트의 경력에 정점이 되는 시기였다. 1797년 봄 그는 2만 명의 보충병을 데리고 나폴레옹이 있던 이탈리아로 갔다. 이 때 처음으로 나폴레옹과 베르나도트가 만났다.
1798년 8월 12일, 마르세유 상인의 딸 데지레 클라리(Désirée Clary)와 결혼하였다. 데지레는 나폴레옹 1세의 옛 약혼녀였었다.
일개 병사에서 장군에까지 올라서게 된 입지적인 인물인 베르나도트는 민중들에게 인기가 있어, 한때 나폴레옹의 라이벌로 주목받았다. 자코뱅 파에서 대표자를 맡았으나, 그 자신이 결단력이 떨어졌기 때문에 나폴레옹에게 권력을 빼앗길 수 밖에 없었다.(안개달 쿠데타).

### 나폴레옹 전쟁 시대
베르나도트는 나폴레옹의 쿠데타에 대해 협조하지 않고 중립을 지켰다. 1799년 ‘브뤼메르 쿠데타’가 성공하여 나폴레옹 정권이 탄생한 후에도 베르나도트는 애매한 태도를 취했다. 이런 그의 처신이 용납되었던 것은 나폴레옹의 옛 약혼자 데지레 클라리의 남편이기 때문이었다. 데지레 클라리는 나폴레옹의 형 조제프의 처제이기도 했다. 데지레 클라리와 파혼한 나폴레옹은 평생 그녀에게 미안한 마음을 가지고 있었다.
1804년 나폴레옹이 황제에 즉위하자 원수로 발탁되어 1806년 로마와 나폴리의 중간에 있던 퐁테코르보 대공에 임명되었다. 이러한 승진 배경에는 자신이 버렸던 여성 데지레에 대한 나폴레옹의 사죄의 의미가 포함되었기에 이루어진 것으로 베르나도트 자신은 이러한 승진에 걸맞은 무훈을 세우지는 못했다. 베르나도트는 1806년경부터 나폴레옹을 멀리 하기 시작했다. 그 태도가 경계받아 군사재판에 결부되기도 했다. 그러나 데지레 클라리의 일 때문에 이 사건을 피할 수 있었다.
다만 모든 군공이 없었던 것은 아니었다. 1806년 《예나-아우어슈테트 전투》 후의 추격전에서 프로이센 왕국의 게프하르트 레베레히트 폰 블뤼허 장군을 항복시켰다. 이때 프로이센군과 동행하던 스웨덴군에 대해 우호적인 입장을 취한 것이 훗날 그의 운명을 결정짓게 되었다고 말할 수 있다.
베르나도트는 1808년 프리틀란트 전투에서 스웨덴의 공격에 대비하여 윌란반도에 주둔했다. 그 때 나폴레옹의 변심이 일어나 철수하였다. 그 후 베르나도트는 그 때까지의 혐의로 인해 나폴레옹으로부터 모든 임무에서 제외되었다.

### 스웨덴 왕세자 시대

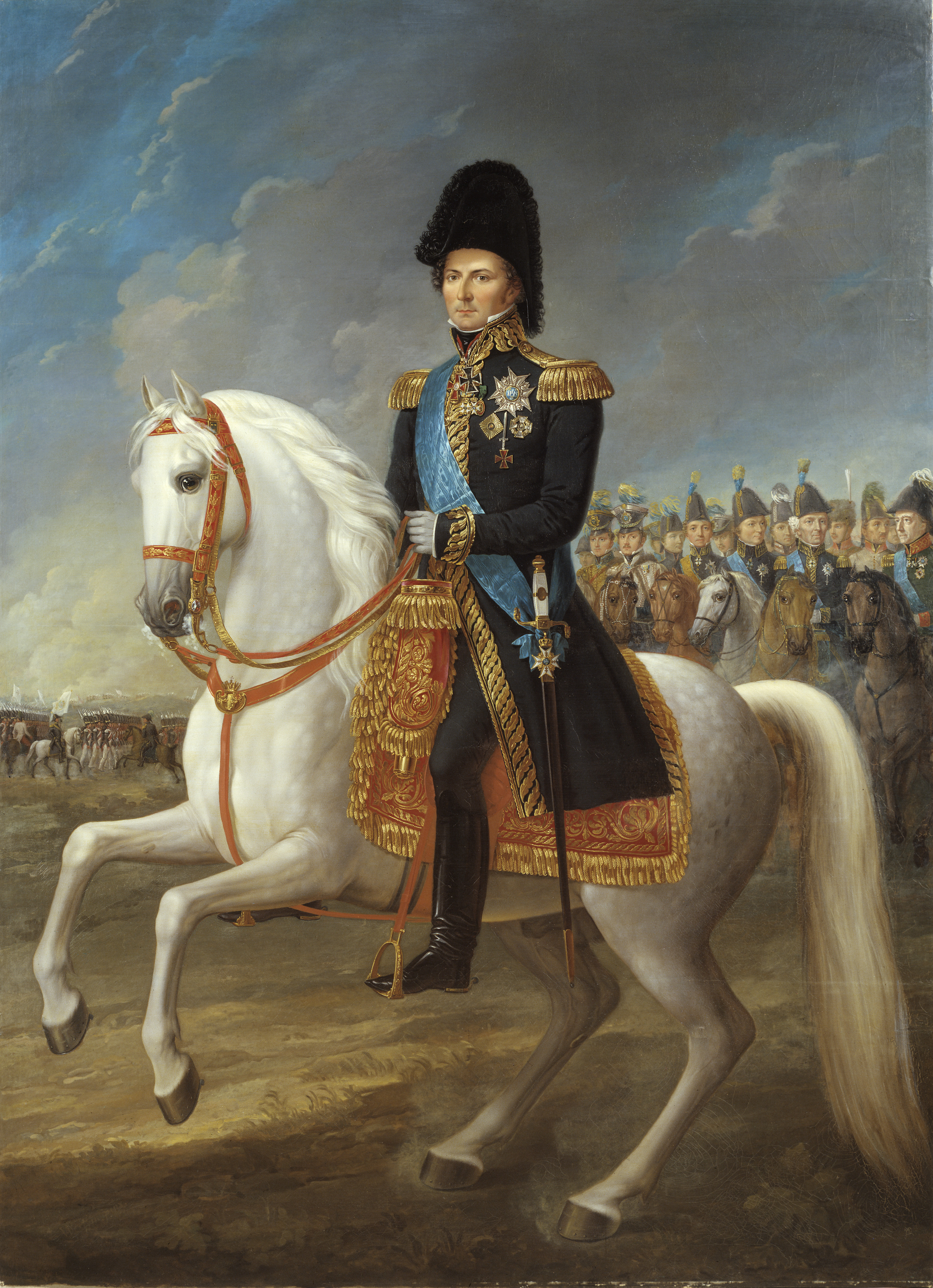
칼 14세

1809년 스웨덴에서 군사쿠데타가 일어나 대프랑스 강경파(반 나폴레옹)로서 러시아 제국에게 핀란드를 빼앗기는 등 군사적으로도 급진파였던 구스타프 4세 아돌프가 폐위된후 구스타프의 숙부였던 칼 13세가 왕위에 올랐다. 그러나 칼 13세는 이 시기 이미 초로한 노인이었고, 추정 왕위 계승자였던 칼 아우구스트도 1810년에 급사해 버렸기에 스웨덴은 다음 후계자를 정할 필요성이 시급했다. 당시 스웨덴 장교들을 중심으로 유능한 나폴레옹의 육군 원수 중 한 명을 왕위 계승자로 원했으며, 추정 왕위 계승자였던 칼 아우구스트 칼이 죽은 후에는 이런 움직임이 더 거셌다.
처음에는 칼의 후계자는 죽은 칼의 형인 슐레스비그-홀슈텐-쇤더보리-아우구스텐보리의 공작이 유력했다. 이 후보에 대한 나폴레옹의 의중을 묻기 위해 스웨덴 국왕은 사신을 파견했다. 이 사신이었던 뫼르네르 남작은 프랑스 육군 원수를 왕위 계승자로 지지하는 사람 중 한 명이었다. 그는 외교 임무를 마치고 개인적으로 베르나도트를 만나서 그가 스웨덴 왕위 계승자가 될 가능성이 있음을 시사했고, 베르나도트가 개종문제, 언어문제, 나폴레옹과의 관계가 원만히 해결된다면 자신이 주축이 되어 그가 왕위계승자가 되는데 적극 협력하겠다는 의사를 밝혔다.
베르나도트는 예전 스웨덴군 포로에 대해 관대한 처우를 한 적이 있었을 뿐만 아니라, 스웨덴에 인접했던 독일 영지의 총독으로 일할 때 매우 성공적이었기에 스웨덴 국민사이에서도 베르나도트는 인기가 있었다. 스웨덴 국회는 "베르나도트가 프로테스탄트로 개종한다면, 국왕의 후계자로 맞이할 수 있다."라고 결의했다. 베르나도트도 그 결의를 승낙했다.
나폴레옹은 처음에는 스웨덴의 왕위계승문제에 관심이 없었다. 스웨덴은 지리적으로 너무 멀리 떨어져 있었으며, 스웨덴 문제에 개입할 경우 러시아와의 관계에도 문제가 될 수 있었다. 하지만 스웨덴 국민들이 프랑스 원수를 자신의 왕위계승자로 삼길 원한다는 사실을 알게 되자 왕위계승문제에 관여하게 된다. 나폴레옹은 베르나도트가 아닌 베르티에 등 자신의 다른 원수들을 추천했지만, 스웨덴에서는 다른 원수들에는 별 관심이 없었다. 스웨덴에서 나폴레옹의 양아들이었던 외젠 드 보아르네에 대해서는 약간의 관심이 있긴했지만, 외젠 드 보아르네는 자신의 지위에 만족했다. 결국 나폴레옹은 마지 못해 베르나도트가 스웨덴 왕위 계승 후보자가 되는 것을 다소 어설프게 승락했다. 하지만 나폴레옹은 자신이 스웨덴 왕위 계승자로 자신의 육군 원수를 선출하라고 강요한다는 인식을 우려해서 선출 투표가 진행될 때까지 프랑스 대사를 본국으로 소환하기까지 했다.
베르나도트는 나폴레옹에게 "스웨덴의 왕자가 되어 장래 국왕이 되는 이상, 나는 스웨덴을 위해 싸울 것이오."라고 대답했다. 1810년부터 섭정으로서 스웨덴의 정치를 맡게 된 베르나도트는 서서히 반프랑스적인 행동을 시작해 1812년 러시아와 동맹을 맺고, 프랑스에 대항했다. 이로 인해 북쪽에 프랑스의 동맹국을 만들겠다는 나폴레옹의 뜻은 어이없게 좌절되었다. 베르나도트는 "정치에 있어서 우정도 증오도 존재하지 않는다. 여기서는 운명의 신이 명령한 대로 조국에 대한 의무만이 존재한다."라고 친서를 나폴레옹에게 보내 결별의 뜻을 비추었다.
1810년 스웨덴의 왕자가 되면서 베르나도트는 나폴레옹에게서 수여 받았던 폰테 코르보 공령을 반납했다. 이후 이 공령은 1812년 나폴레옹의 조카인 뮈라의 장남이 물려받았으며 그는 1812년에서 1815년까지 공령의 군주였다. 이 후 영지는 잃었지만 폰테 코르보 공이라는 칭호는 뮈라의 후손들에게 이어지고 있다. 현재 퐁트 코르보 공은 1973년 생의 폰테 코르보 공 조아생이다.
나폴레옹의 러시아 원정의 실패로 인해 반나폴레옹 기운이 높아지자, 베르나도트는 반나폴레옹 연합군의 대열에 참가하여 프랑스군 내부사정에 대해 중요한 정보를 제공하여 연합군의 승리에 공헌했다(해방전쟁, 제6차 대프랑스 동맹). 1813년 라이프치히 전투에서 프랑스군을 격파한 작전을 제안한 것도 그라는 이야기도 있다. 그 때문에 반나폴레옹의 연합국에서 최고급 훈장을 수여받았다.
베르나도트는 나폴레옹을 쓰러뜨리는 데 협력했을 뿐만 아니라, 그가 이들과 함께 라인강을 넘어왔다는 것 자체가 프랑스에서는 큰 충격이었다. 프랑스 사람들은 자신의 장군이었던 이가 프랑스의 천연경계인 라인강을 건너 프랑스로 침략했다는것 자체에 배신감을 느꼈다. 나폴레옹이 항복한 후, 러시아의 알렉산드르 1세는 그를 프랑스 왕위계승자로 지지했지만, 나폴레옹은 베르나도트의 사절에게 베르나도트에게 전하라면서 "자신이 프랑스 인으로 태어났다는 사실을 잊지 마시오" 라고 세 번이나 말했다. 게다가 나폴레옹의 퇴위 후 영국 등은 부르봉 가문이 복위하는 것을 지지했다. 베르나도트는 프랑스 왕위계승에 대한 미련을 잠시 더 가지고 있었다. 이 때문에 부르봉가가 복위를 지지한다면 그에게 수여하겠다는 수많은 프랑스 직위를 거절했다. 하지만 파리에서 프랑스 장군들을 만난 후 왕위계승에 대한 생각을 접었다. 그들은 베르나도트에게 사악한 의도는 없었지만 그가 프랑스 국왕이 될 수 없을 것이라는 것을 확인시켜줬다. 프랑스에서 베르나도트는 "배신자"였다. 결국 프랑스에서는 루이 16세의 동생 루이 18세가 국왕에 오르게 되었다.

### 스웨덴 국왕 시대
스웨덴으로 돌아온 베르나도트는 1814년 노르웨이를 병합하는 킬 조약(Treaty of Kiel)에 성공하는 등 외교에서도 공적을 쌓아 1818년 스웨덴-노르웨이 연합왕국의 칼 14세 요한으로서 정식으로 국왕이 되었다.
칼 14세 요한은 대외적으로 중립을 지켜 국내 평화유지에 노력하면서 영토 확대보다 산업 진흥에 노력해 스웨덴의 국력을 강화시켰다. 한편 국내 자유주의파의 요구를 묵살해 의회개혁 등 정치개혁에 대해선 소극적인 자세를 보이며 반동적인 정치를 실시했다. 그 한가지 요인으로 꼽을 수 있는 것이 칼 14세 요한은 스웨덴어를 할 줄 몰랐다는 점이다. 통역은 그의 아들로서 후에 왕위를 계승한 오스카르가 맡아서 했다.
왕후를 죽여라라는 슬로건을 내걸었던 사람이 일국의 국왕이 되고, 반동적인 국왕으로 군림한 것은 역사의 아이러니라 할 수 있다. 칼 14세 요한은 빈 체제를 충실히 이행하였으나, 실각 후의 나폴레옹의 모습을 보았기에 1830년 이후엔 온건한 입헌 군주가 되었다. 프랑스와의 관계도 서서히 해소되어 친구의 장례식을 위해 프랑스를 방문하기도 했다. 20세기 후반에는 파리 개선문에 베르나도트의 이름이 새겨졌다.
칼 14세 요한의 말년, 후에 북유럽 내셔널리즘이라 불리던 범스칸디나비아주의가 뿌리내리기 시작했으나, 관심을 기울이지 않았다. 또한 친러시아적인 정책은 필요성을 인정하면서도 지지하지는 않았다. 그러나 한동안 스웨덴의 골격을 이뤘던 중립정책은 스웨덴 국민의 지지를 얻어 2024년까지 지속되었다.

## 같이 보기
- 스웨덴-노르웨이
- 나폴레옹 전쟁
- 제6차 대프랑스 동맹
- 제7차 대프랑스 동맹

## 참고 문헌
- 両角良彦 『反ナポレオン考 時代と人間』（朝日新聞社、1998年新装版） ISBN 4-02-259715-1 (일본판)
- 스웨덴 국왕 연대표